# 胡戈·吕斯特
胡戈·吕斯特（德語：Hugo Rüster，1872年1月15日—1962年4月3日），德国男子赛艇运动员。他曾代表德国参加1900年夏季奥林匹克运动会赛艇比赛，获得男子四人单桨有舵手铜牌。